# Ifrán
Ifrán (en árabe: إفران‎, en francés: Ifrane) es una ciudad marroquí situada en el Atlas Medio, capital de la provincia del mismo nombre.
Según el censo de 2014 cuenta con una población de 14 659 habitantes.
Se sitúa en una zona montañosa a 1.713 metros de altitud y posee un clima frío, lo que ha influido en su urbanismo de estilo centroeuropeo. Además, este clima ha hecho de Ifrán un gran destino turístico para las familias marroquíes, que van allí para esquiar y practicar otros deportes de invierno. Es apodada la Suiza marroquí.
Destaca la Mezquita de Mohamed VI.

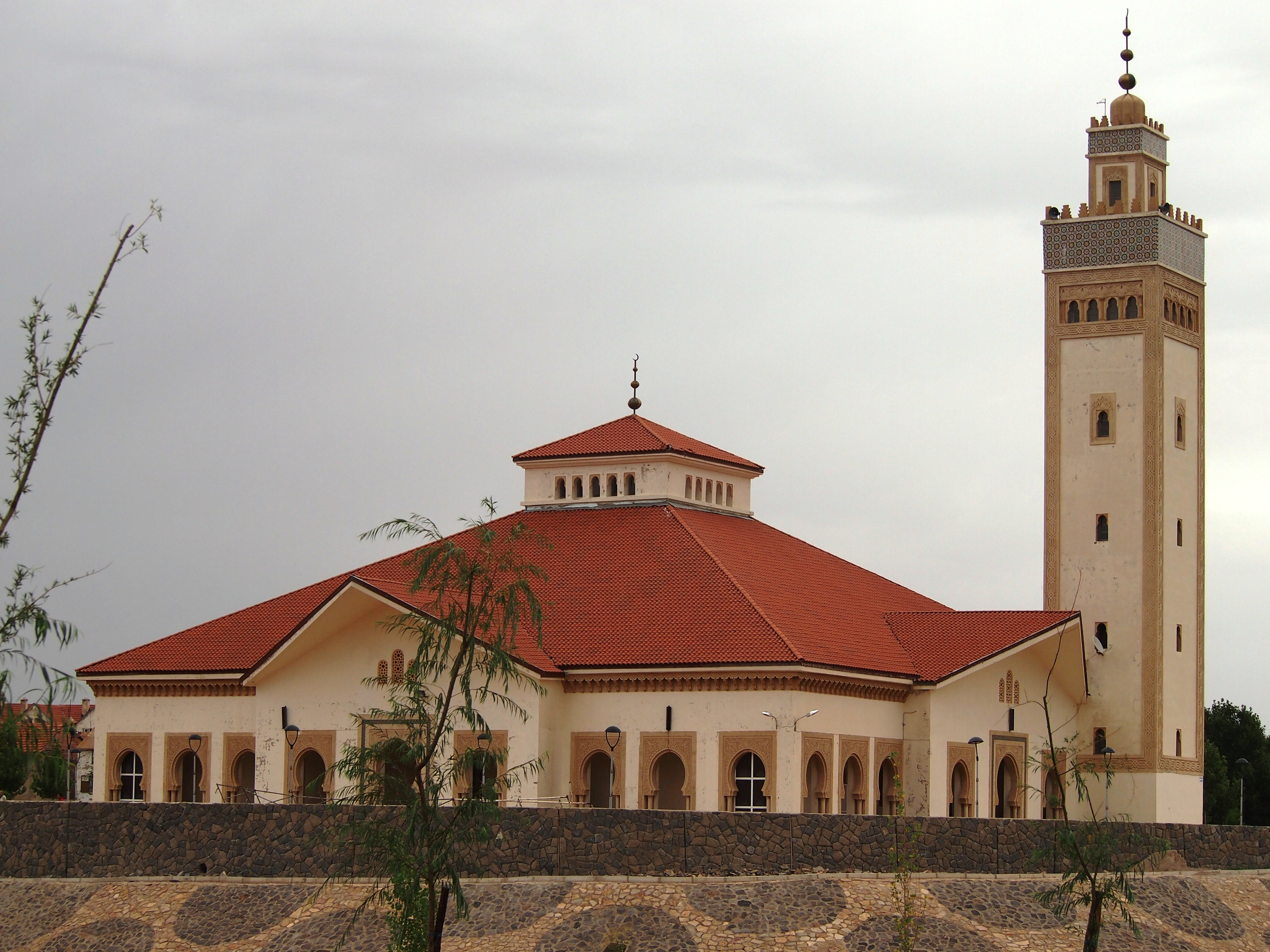
Mezquita Mohamed VI en Ifrán.

En Ifrán se encuentra la Universidad Al Akhauayn.

## Parque nacional

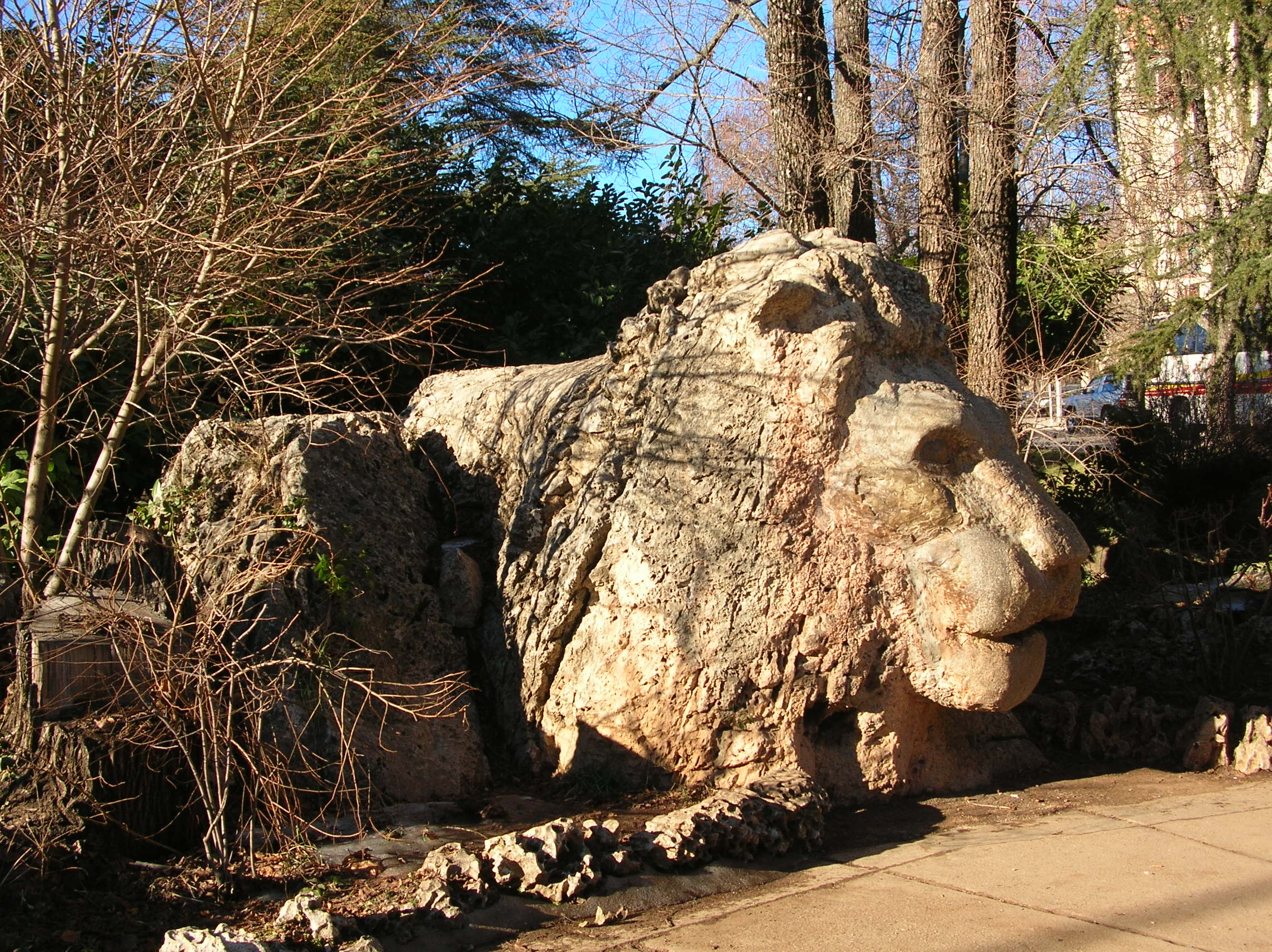
El león de Ifrán.

En sus inmediaciones se encuentra el parque nacional de Ifrán, representativo de la biodiversidad del Medio Atlas. Uno de los animales que antiguamente habitaba aquí era el león del Atlas, por lo que ha pasado a ser el emblema de la villa y se le dedica una estatua de piedra en el centro de la misma.